# Maroslekence
Maroslekence (románul Lechinta, németül Lechnitz) falu Romániában Maros megyében.

## Fekvése
Radnóthoz tartozik, tőle 2,5 km-re északra, a Komlód-patak Marosba ömlésénél, a Maros jobb partján fekszik.

## Története
1269-ben Lekenczethw néven említik először. Határában a mai Szentgyörgypuszta helyén feküdt a középkorban az elpusztult Szentgyörgy (1347) falu. A Kabós család egykori udvarháza ma iroda. 1910-ben 1212, többségben román lakosa volt, jelentős magyar és cigány kisebbséggel. A trianoni békeszerződésig Torda-Aranyos vármegye Radnóti járásához tartozott. 1992-ben 742 lakosából 645 román, 55 cigány, 12 magyar volt.

## Híres emberek
- Itt született 1908-ban Ion Vlasiu román író, szobrászművész.
- itt született 1909-ben Nagy István  tanár, színész